# Mark L. Young
Markell V. Efimoff, meglio noto col nome d'arte Mark L. Young, (Everett, 1º gennaio 1991), è un attore statunitense.

## Biografia
Markell V. Efimoff è nato ad Everett, Washington, figlio di Vasily Mefodyevic Efimoff e Lukeria Vasilyonva, entrambi di origini russe.
Young ha iniziato a recitare all'età di nove anni e si è trasferito a Los Angeles quando aveva 12 anni per perseguire la sua carriera. Il suo primo significativo ruolo sullo schermo è stato un piccolo ruolo in due episodi della serie della HBO Six Feet Under.

## Filmografia

### Cinema
- Rogues, regia di Laurel Moje Wetzork (2003)
- Harry + Max, regia di Christopher Munch (2004)
- In Memory of My Father, regia di Chris Jaymes (2005) Scene tagliate
- The Lucky Ones - Un viaggio inaspettato (The Lucky Ones), regia di Neil Burger (2007)
- Sex Movie in 4D (Sex Drive), regia di Sean Anders (2008)
- Happiness Runs, regia di Adam Sherman (2010)
- Comic Movie (Movie 43), regia di vari registi (2013)
- Come ti spaccio la famiglia (We're the Millers), regia di Rawson Marshall Thurber (2013)
- Beneath, regia di Ben Ketai (2013)
- Tammy, regia di Ben Falcone (2014)
- The Curse of Downers Grove, regia di Derick Martini (2015)
- Daddy's Home, regia di Sean Anders (2015)
- Swing State, regia di Jonathan Sheldon (2017)
- Dirty Lies, regia di Jamie Marshall (2017)
- Bad Art, regia di Tania Raymonde e Zio Ziegler (2019)

### Televisione
- Still Standing – serie TV, 1 episodio (2003)
- Six Feet Under – serie TV, 2 episodi (2003-2004)
- The O.C. – serie TV, 2 episodi (2004-2005)
- CSI: Miami – serie TV, 1 episodio (2005)
- Cold Case - Delitti irrisolti (Cold Case) – serie TV, episodio 4x07 (2006)
- Dexter – serie TV, 2 episodi (2006)
- E.R. - Medici in prima linea (ER) – serie TV, 1 episodio (2007)
- CSI - Scena del crimine (CSI: Crime Scene Investigation) – serie TV, 1 episodio (2007)
- Big Love – serie TV, 4 episodi (2009)
- La vita segreta di una teenager americana (The Secret Life of the American Teenager) – serie TV, 2 episodi (2009)
- Heroes – serie TV, 2 episodi (2009)
- Criminal Minds – serie TV, 1 episodio (2010)
- Childrens Hospital – serie TV, 1 episodio (2010)
- CSI: NY – serie TV, 1 episodio (2010)
- The Inbetweeners - Quasi maturi (The Inbetweeners) – serie TV, 12 episodi (2012)
- Workaholics – serie TV, 1 episodio (2013)
- Kroll Show – serie TV, 1 episodio (2013)
- Vicini del terzo tipo (The Neighbors) – serie TV, 1 episodio (2013)
- Betas – serie TV, 5 episodi (2013-2014)
- Mind Games – serie TV, 1 episodio (2014)
- The Comeback – serie TV, 8 episodi (2014)
- Life in Pieces – serie TV, 1 episodio (2015)
- Aquarius – serie TV, 2 episodi (2016)
- Code Black – serie TV, 1 episodio (2016)
- Ten Days in the Valley – serie TV, 6 episodi (2017)
- False Profits, regia di J. Miller Tobin – film TV (2018)
- Veronica Mars – serie TV, 1 episodio (2019)
- Filthy Rich - Ricchi e colpevoli (Filthy Rich) – serie TV, 10 episodi (2020)

## Doppiatori italiani
Nelle versioni in italiano delle opere in cui ha recitato, Mark L. Young è stato doppiato da:
- Leonardo Graziano in The O.C.
- Flavio Aquilone in CSI: Miami
- Fabrizio De Flaviis in Cold Case - Delitti irrisolti
- Davide Perino in CSI - Scena del crimine
- Stefano De Filippis in Criminal Minds
- Corrado Conforti in CSI: NY
- Mirko Cannella in E.R. - Medici in prima linea
- Andrea Oldani in The Inbetweeners - Quasi maturi
- Niccolò Guidi in Daddy's Home
- Marco Giansante in Aquarius
- Alessandro Sanguigni in Code Black
- Andrea Mete in Filthy Rich - Ricchi e colpevoli